# Römische Villa bei North Leigh

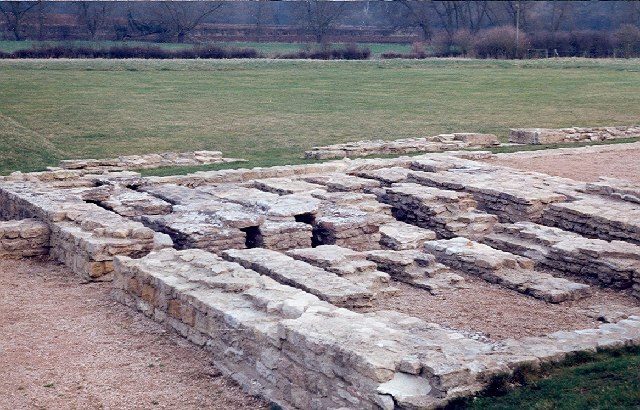
Ruinen der Villa von North Leigh

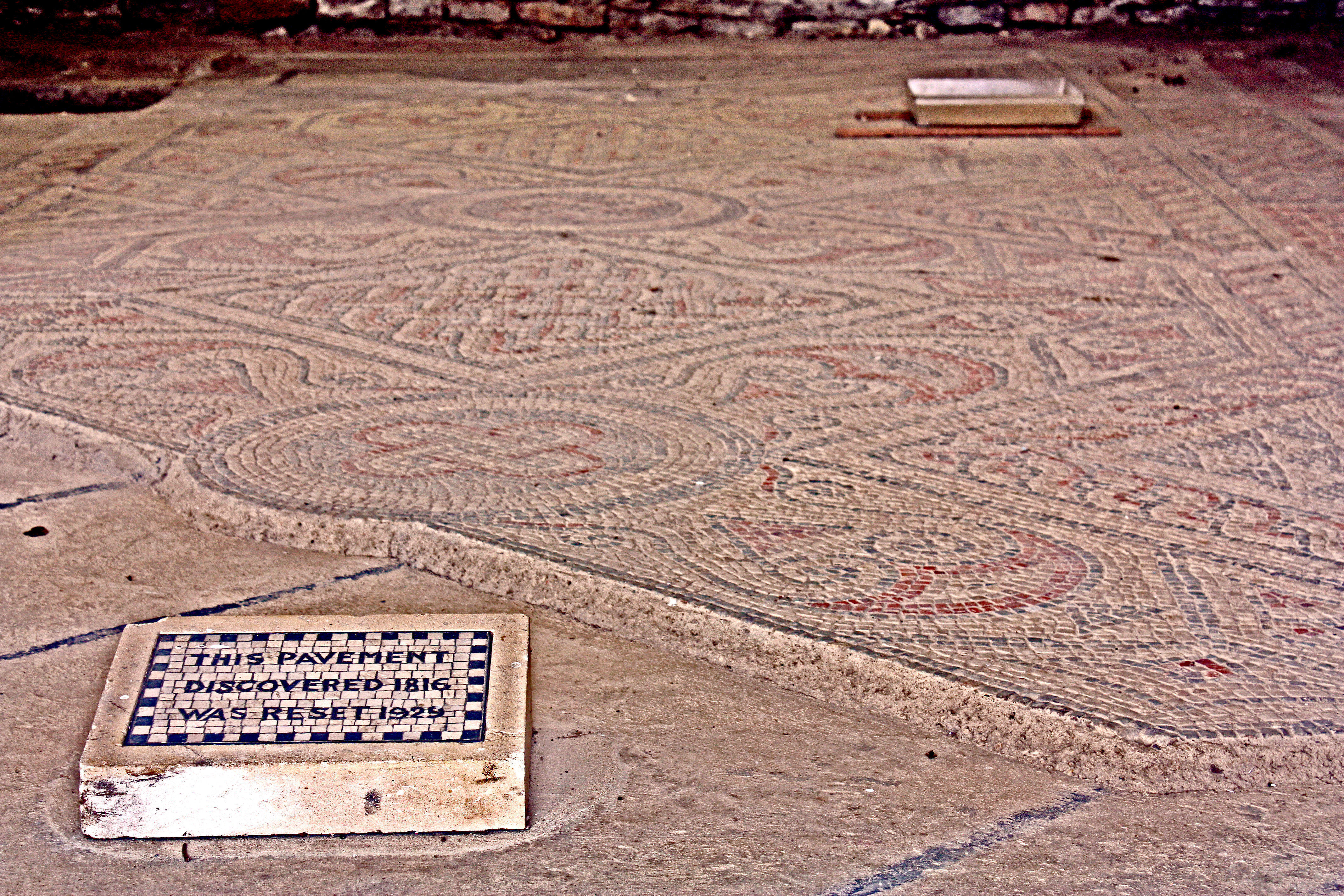
Mosaik in der Villa von North Leigh

Bei North Leigh in England (Oxfordshire) konnten die Reste einer bedeutenden römischen Villa ausgegraben werden. Vor allem im vierten Jahrhundert n. Chr. hatte der Bau fast palastartige Ausmaße und gehörte zu den größten Villen im römischen Britannien.
Die Villa befand sich etwa einen Kilometer südlich der „Akeman Street“, einer wichtigen römischen Straße, die Verulamium (St Albans) mit Corinium Dobunnorum (Cirencester) verband. An dem Ort der Villa gab es schon in keltischer Zeit ein Bauernhaus, dessen bescheidene Reste beobachtet werden konnten. Um 100 n. Chr. bestand die römische Villa aus zwei Bauten, vielleicht die eigentliche Villa und ein eher wirtschaftlich genutzter Bau.
Im vierten Jahrhundert wurde der Bau stark erweitert und reich dekoriert. Die Villa bestand nun aus drei langen Gebäudeteilen, die sich um einen offenen Hof gruppierten. Zur Frontseite hin gab es einen langen, wohl überdachten, Gang mit einem Tor. Die Villa umfasste damals über 60 Räume, wozu ein Bad, ein Küchentrakt und eine Empfangshalle gehörten. Diese Empfangshalle war mit einem großen Mosaik dekoriert, das heute noch vor Ort zu sehen ist. Andere Mosaiken wurden entfernt. Insgesamt wurden im 19. Jahrhundert 16 Mosaike entdeckt. Einige Räume waren Hypokausten ausgestattet.
Die Reste wurden schon 1783 beschrieben. Erste Ausgrabungen fanden von 1813 bis 1816 statt. Weitere Ausgrabungen gab es kurz vor dem Ersten Weltkrieg und dann in den 1970er Jahren. Anhand von Luftbildern konnten weitere Bauten vor allem im Süden beobachtet werden. Die Villa kann heutzutage besichtigt werden.